# Markku Häkkinen
Markku Häkkinen (1946. január 14. – 2015. december 5.) finn botanikus, aki a banánfélék rendszerezésével és leírásával szerzett hírnevet; körülbelül negyvenhat banánfajt, banánalfajt vagy banánváltozatot írt le és nevezett meg. 2009-ben a Linnean Society of London neki adta a H. H. Bloomer Award díjat. Botanikai szakmunkákban nevének rövidítése: „Häkkinen”.

## Élete és munkássága
A finn autodidakta botanikus a banánfélék rendszerezésével és leírásával vált ismertté. Häkkinen hivatalos tengerészkapitányként beutazta a világot, és ekkortájt kezdték érdekelni őt a növények. Nyugdíjasként idejét a botanikának szentelte. Tizennyolc felfedezőutat tett Borneóba, Bruneibe, Indiába, Indonéziába, Kínába, Malajziába, Thaiföldön és Vietnámba. Több mint 80 tudományos írása van különböző nemzetközi természettudományos lapokban.
A következő banánokat nevezték el róla: Musa haekkinenii, Musa velutina subsp. markkuana és Musa markkui.

## Markku Häkkinen által alkotott és/vagy megnevezett taxonok
Azok a taxon nevek, amelyek nincsenek belinkelve, manapság csak szinonimák (az alábbi lista nem teljes).
- Musa azizii Häkkinen, Acta Phytotax. Geobot. 56: 29 (2005).
- Musa barioensis Häkkinen, Acta Phytotax. Geobot. 57: 57 (2006).
- Musa basjoo var. lushanensis (J.L.Liu) Häkkinen, Fruit Gard. 43(3): 14 (2011). - a Musa basjoo változata
- Musa basjoo var. luteola (J.L.Liu) Häkkinen, Fruit Gard. 43(3): 14 (2011). - a Musa basjoo változata
- Musa bauensis Häkkinen & Meekiong, Syst. Biodivers. 2: 170 (2004).
- Musa beccarii subsp. hottana Häkkinen - a Musa beccarii alfaja
- Musa chunii Häkkinen, J. Syst. Evol. 47: 87 (2009).
- Musa lutea R.V.Valmayor, L.D.Danh & Häkkinen, Philipp. Agric. Sci. 87: 116 (2004).
- Musa rubinea Häkkinen & C.H.Teo, Folia Malaysiana 9: 24 (2008).
- Musa siamensis Häkkinen & Rich.H.Wallace, Folia Malaysiana 8: 62 (2007).
- Musa tonkinensis R.V.Valmayor, L.D.Danh & Häkkinen, Philipp. Agric. Sci. 88: 240 (2005).
- Musa viridis R.V.Valmayor, L.D.Danh & Häkkinen, Philipp. Agric. Sci. 87: 115 (2004).
- Musa voonii Häkkinen, Acta Phytotax. Geobot. 55: 80 (2004).
- Musa zaifui Häkkinen & H.Wang, Nordic J. Bot. 26: 43 (2008).
- Musa yunnanensis Häkkinen & H.Wang, Novon 17: 441 (2007).

### Fordítás
- Ez a szócikk részben vagy egészben  a   Markku Häkkinen című angol Wikipédia-szócikk ezen változatának fordításán alapul.  Az eredeti cikk szerkesztőit annak laptörténete sorolja fel. Ez a jelzés csupán a megfogalmazás eredetét és a szerzői jogokat jelzi, nem szolgál a cikkben szereplő információk forrásmegjelöléseként.